# Gebstedt
Gebstedt – dzielnica miasta Bad Sulza w Niemczech, w kraju związkowym Turyngia, w powiecie Weimarer Land. Do 30 grudnia 2012 samodzielna gmina, której niektóre zadania administracyjne realizowane były przez miasto Bad Sulza, które pełniło rolę "gminy realizującej" (niem. "erfüllende Gemeinde").